# 악학궤범

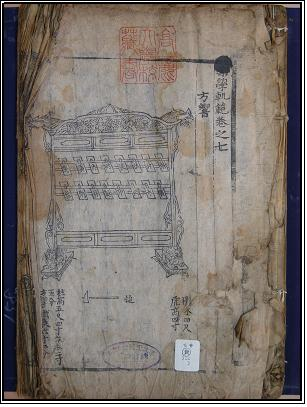
악학궤범의 방향(方響)

《악학궤범》(樂學軌範, 영어: Akhak gwebeom 또는 영어: Musical canon)은 조선 성종 때에 편찬한 악서(樂書)로, 장악원(掌樂院)에 있던 의궤(儀軌)·악보를 정리한 것이다.
《악학궤범》의 내용은 12율의 결정(決定)과 여러 제향에 쓰이는 악조(樂調)에서부터 악기의 진설(陳設), 정재춤의 진퇴(進退), 악기·의물(儀物)·관복(冠服)에 이르기까지, 제향·조회·연향의 음악 연주에 필요한 사항들을 빠짐 없이 망라하였으며, 특히 성종 당시의 아악·당악·향악 등 음악 전반을 포함하였다.

## 개설

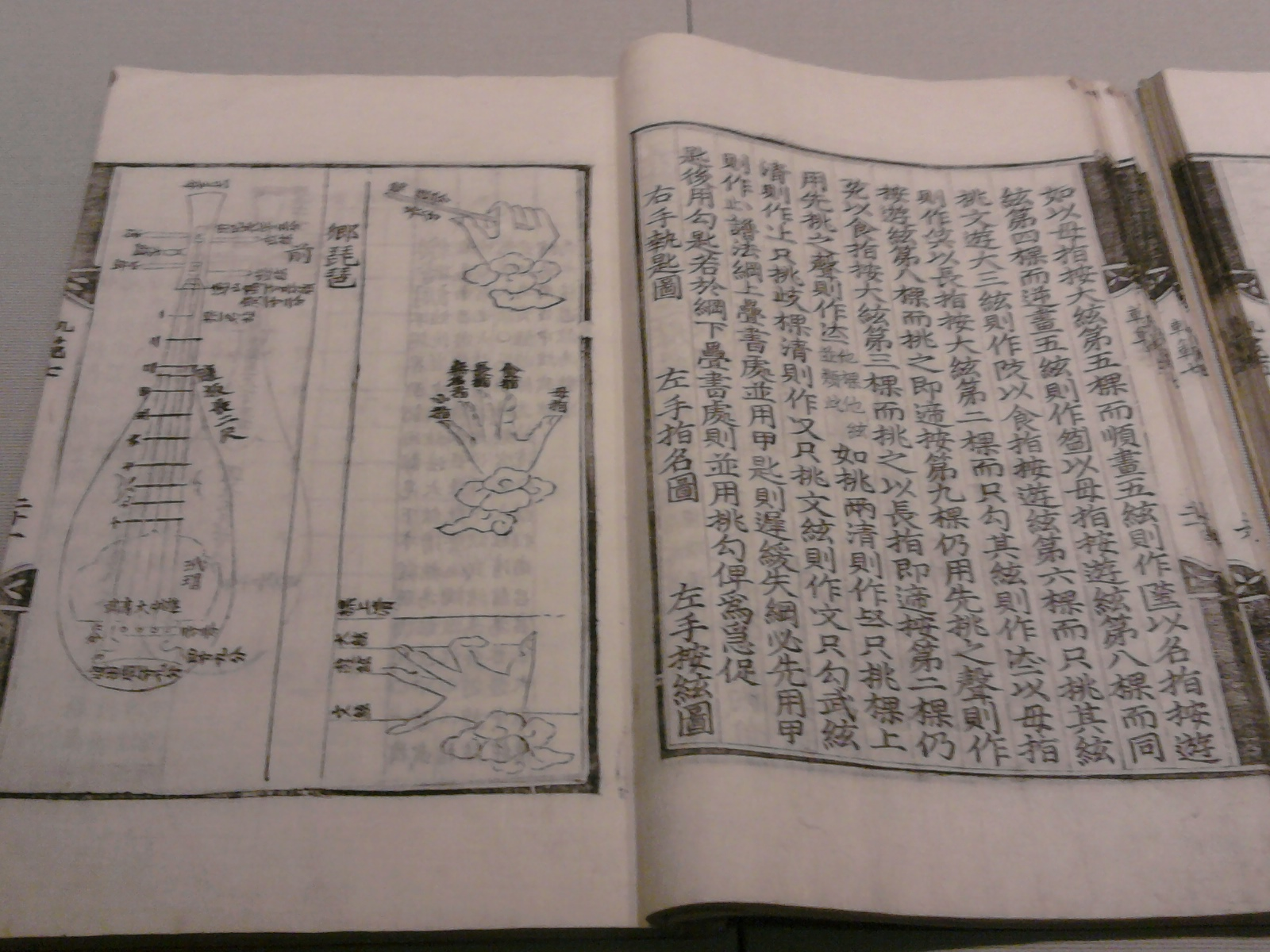
악학궤범의 악기 도설

《악학궤범》의 편저자는 성현, 유자광, 신말평(申末平), 박곤(朴棍), 김복근(金福根) 등이 1493년(성종 24년)에 왕명에 따라 편찬한 음악 이론서로서, 총 9권 3책으로 이뤄져 있다.
책에는 연주 시의 의례나 법식, 악기의 모습은 물론 노래의 가사도 들어 있다. 임진왜란때 사라질 뻔하였으나 다행히 남아 1610년(광해군 2년)에 다시 간행되었다.
임진왜란 후 전에 있던 악기와 악제가 불타서 없어졌으나, 《악학궤범》만은 되찾아 1610년(광해군 2)에 복각되었으며, 1655년(효종 6)과 1743년(영조 19)에 다시 복각되었다.
1933년에 고전간행회(古典刊行會)에서 영인으로 간행되었으며, 1968년에는 임진란전판(壬辰亂前版)이 이홍직(李弘稙)에 의하여 일본에서 발견되어 연세대학교 인문과학연구소에서 영인본으로 발행되었고, 그 뒤 1975년 아세아문화사에서 영인으로 발행되었다. 한국에서의 최고본은 1610년의 태백산본(太白山本)으로 현재 서울대학교 도서관에 있다.
1979년에는 《국역악학궤범》이 민족문화추진회에서 간행되었다. 2권으로 나뉘었는데, 1권에는 권1부터 권4까지를, 2권에서는 권5부터 권9까지를 각각 주석을 달아 설명하고 있다. 국역 대본은 임진왜란 이전 본인 일본 호사문고본(蓬佐文庫本)이다. 1967년에 초판을, 1989년에 중판을 발행했다.
- 제1권은 국악 이론. 음률과 그 산출법 등을 다루고 있다.
- 제2권은 제향·조회 등에서 어떤 악기가 쓰이며, 어떻게 놓이는지 설명하고 있다. 〈아악 진설 도설〉과 〈속악 진설 도설〉로 구성되어 있다.
- 제3권은 〈고려사 악지 당악정재〉와 〈고려사 악지 속악정재〉로 구성되어 있다.
- 제4권은 〈성종조 당악정재 도설〉 편으로 수연장·포구락 등이 설명되어 있다.
- 제5권은 〈성종조 향악정재 도설〉 편이다.
- 제6권과 제7권에는 〈아부 악기 도설〉, 〈당부 악기 도설〉, 〈향부 악기 도설〉 세 편으로 이루어져 있는데, 아부·당부·향부로 나눈 악기들을 하나씩 그림을 먼저 보이고 상세히 설명하고 있다.
- 제8권은 〈당악정재 의물 도설〉과 〈향악정재 악기 도설〉 두 편으로 이루어져 있는데, 정재에 쓰이는 악기와 의물을 설명하고 있다.
- 제9권은 〈관복 도설〉로 악사·무동·여기 등 모든 연행자들의 복식을 그림으로 그리고, 상세한 치수를 기록해 놓았다.[3]

## 같이 보기
- 계몽전의 - 이퇴계가 5음12율의 역학적 원리에 대해 주석을 달아 놓은 책
- 시악묘계 - 정조 때 서명응등을 통해 만든 음악 이론서
- 시악화성 - 1780년(정조 4) 음악전반에 관한 이론을 수록한 책
- 악기 - 공자가 기원전 5세기에 저술한 음악 이론서이다. 역경의 이론을 많이 차용하였다.(다의적 해석가능)
- 악서고존 - 정약용이 5음12율의 이론에 대해 정리하고 자신의 생각을 기록한 책
- 악원고사 - 1696년(숙종 22) 이세필이 편찬한 음악이론서. 종묘제례악에 관해 여러 사람들의 소론들과 이세필의 의견을 엮어놓았다.
- 악통 - 1791년(정조 15)에 우라나라의 고악을 부흥, 회복 하기 위해 정조 자신이 직접 집필한 음악 이론서, 홍재전서(弘齋全書) 61권에 해당한다.
- 율려신서 - 채원정이 저술한 음악이론서이다. 주자와 채원정의 공동저작인 역학계몽의 이론을 많이 차용하였다.
- 훈민정음 해례본 - 세종대왕과 집현적 학자들이 음(발성을 포함하는 포괄적인)의 원리에 대해 기록한 책
- 봉래의

## 참고 자료
- 「한국의 고전을 읽는다」, 악학궤범(樂學軌範), 정용화 저, 휴머니스트(2006년, 205~208p)